# Gorenjska
Gorénjska je gorata alpska pokrajina ob zgornjem delu reke Save v Sloveniji, severno in severozahodno od Ljubljane, med razvodnico s Sočo na zahodu, razvodnico z Dravo na severu, razvodnico s Savinjo na vzhodu, Posavskim hribovjem ter Ljubljano na jugu. Obsega pogorja Karavank, zahodno, kamniško stran Kamniško-Savinjskih Alp ter vzhodni del Julijskih Alp. Jedro Gorenjske je 300 do 500 metrov visoka Ljubljanska kotlina, ki sega od Ljubljane do Žirovnice in Bleda. 
Pokrajina spada med gospodarsko najbolj razvite predele Slovenije z močno in raznovrstno industrijo, obrtjo in turizmom, tako poletnim kot zimskim. V kmetijstvu izstopa živinoreja in poleg nje izkoriščanje gozdov.
Večja mesta so Kranj, Jesenice, Domžale, Tržič, Škofja Loka, Kamnik in Medvode.
Notranje se Gorenjska deli na Zgornjo Gorenjsko (Jesenice, Radovljica), Osrednjo Gorenjsko (Kranj, Škofja Loka)., Vzhodno Gorenjsko (Domžale, Kamnik).

## Meje Gorenjske
Geografsko in zgodovinsko gledano so meje Gorenjske precej širše, kot jih ima trenutna statistična regija. Sega od Peči  na zahodni tromeji in nadaljuje čez Julijske Alpe preko Mangarta, Jalovca, grebenov mimo Mojstrovke in Vršiča preko Prisanka in Razorja, od tam pa preko Kriških podov in Bovškega Gamsovca ter prelaza Luknja, nato pa preko Vogla in južnih bohinjskih gora. 
Meja poteka po razvodju pritokov Sore in Soče mimo Porezna in Blegoša, čez Polhogajsko hribovje in nato proti severnih delov Ljubljane. V preteklosti je bila to tudi meja med Gorenjsko, Primorsko in Notranjsko, med 2. svetovno vojno pa tudi razmejitev med nemškimi in italijanskimi zasedbenimi oblastmi. V preteklosti sta bili naselji Črnuče in Šentvid smatrani kot del Gorenjske, mesto Ljubljana pa ne. Nato meja nadaljuje na vzhod po Savi proti Litiji in Zasavju.
Od tam gre meja čez Čemšeniško planino in Trojane, Menino planino, Tuhinjsko dolino, prelaz Črnivec proti Veliki planini in nato proti centralnemu grebenu Kamniških Alp. Od tam se spusti v dolino reke Kokre, dolina Kokre severno od te črte, vključno z Jezerskim, pa je del Koroške, čeprav je po letu 1919 postala del gorenjske regije.
Iz doline Kokre gre meja čez Kozji vrh in Stegovnik proti Košuti in nadaljuje po Karavankah, ki jo ločujejo od avstrijske Koroške.

## Kmetijstvo in gozdarstvo
Gorenjska ima 10.5 odstotka skupne slovenske površine, 6.4 odstotka vseh obdelovalnih zemljišč v Sloveniji, 7.6 odstotka kmetijskih zemljišč, 12.4 odstotka gozdov in kar 20.7 odstotkov nerodovitnega sveta. Vseh kmetijskih zemljišč je 62231 ha, od tega 11922 ha njiv in vrtov, 1887 ha sadovnjakov, 48205 ha travnikov in pašnikov ... Veliko kmetijskih zemljišč je v hribovskem in višinskem območju.

## Gospodarstvo
V industriji prevladujejo tri panoge: proizvodnja električnih strojev in aparatov, proizvodnja končnih lesnih izdelkov in kovinsko predelovalna industrija.

## Narečje
Govor z območja Gorenjske spada pretežno v gorenjsko narečno skupino. Gorenjsko narečje velja za dokaj enotno narečje. Posebnosti gorenjske narečne skupine so vzhodnogorenjski govor (Tuhinjska Dolina) in na jugozahodu selško narečje. Govor v območju Škofje Loke in Poljanske doline spada v rovtarsko narečno skupino (škofjeloško narečje, poljansko narečje). Na skrajnem zahodu je prisotno rateško podnarečje, ki je sorodno koroškim narečjem iz Ziljske doline, to pa potem preko kranjskogorskega podnarečja preide v gorenjsko narečje.
Na skrajnem vzhodu Gorenjske je še Medijski govor (Zagorje), ki spada v Posavsko narečje, to pa je del večje štajerske narečne skupine.

## Podnebje in rastje
Podnebje je gorsko - mrzle zime in mila poletja. Rastje v gorah je gorsko ruševje, malo zelenja, malo dreves, v kotlini je veliko rastja.